# Higelin et Areski
Albums de Jacques Higelin et Areski Belkacem
Jacques Crabouif Higelin
(1971)
Higelin et Areski est le premier album studio de Jacques Higelin, sorti en 1969 et interprété et joué en commun avec Areski Belkacem.

## Description
Ami de régiment d'Higelin, Areski rencontrera par son intermédiaire Brigitte Fontaine qui deviendra sa compagne, et dont il produira tous les albums.
Plusieurs morceaux sont de tendance expérimentale : L'Inutile, Signalétique, 13'40"5 10 ou L'Ours sont des dialogues ou monologues sur fond de bruitages divers. L'autre moitié des chansons est plus traditionnelle, quoique toujours minimaliste (guitare sèche, bruitages, voix).
Les thèmes traités sont dans l'ensemble tragiques (l'incommunicabilité, la déshumanisation) voire morbides, comme Six pieds en l'air qui évoque les dernières pensées d'un homme qu'on vient de pendre ; ou Remember, écrite pour Françoise Dorléac, dans laquelle on raconte les circonstances de la mort de cette dernière dans un incendie de voiture, et comment ses proches vont l'apprendre. Ce titre est également sorti en 45 tours, avec une face B inédite Et voualâ le piano (ou Je jouais le piano), et sera mentionné dans les paroles de la chanson Le Film de Polanski, de l'album Raconte-toi (1975) de Yves Simon : « […] Tu t'es passé / Aux écouteurs / Ce truc d'Higelin, / Remember. […] ».
La chanson J'aurais bien voulu a inspiré Anne Sylvestre qui, dans sa chanson Comme Higelin chante « Mais comme Higelin / comme les copains / je me demanderai toujours / comment faire les chansons d'amour ».
J'aurais bien voulu, L'Ours et Signalétique ont été reprises par Daniel Mermet pour l'illustration musicale de son album Nos années Pierrot, reprenant l'émission Là-bas si j'y suis du 25 avril 2001.

## Chansons
| 1. | L'Inutile             | Jacques Higelin   | Jacques Higelin | 2 min 22 s  |
| 2. | Signalétique          | Jacques Higelin   | Areski Belkacem | 56 s        |
| 3. | 13'40"5 10            | Jacques Higelin   | Jacques Higelin | 1 min 12 s  |
| 4. | Je veux des coupables | Brigitte Fontaine | Jacques Higelin | 13 min 34 s |

| 1. | L'Ours              | Jacques Higelin | Areski Belkacem | 1 min 07 s |
| 2. | Six pieds en l'air  | Jacques Higelin | Jacques Higelin | 5 min 11 s |
| 3. | J'aurais bien voulu | Jacques Higelin | Jacques Higelin | 2 min 32 s |
| 4. | Chope la soupape    | Jacques Higelin | Jacques Higelin | 5 min 51 s |
| 5. | Remember            | Jacques Higelin | Areski Belkacem | 4 min 27 s |